# Delias gilliardi
Delias gilliardi is een vlindersoort uit de familie van de Pieridae (witjes), onderfamilie Pierinae.
Delias gilliardi werd in 1955 beschreven door Sanford & Bennett.